# Bo Yibo
Bo Yibo, chiń. 薄一波, pinyin Bó Yībō (ur. 17 lutego 1908 w Dingxiang, prowincja Shanxi, zm. 15 stycznia 2007 w Pekinie) – polityk chiński, ekonomista, wicepremier rządu ChRL, zastępca członka Biura Politycznego Komitetu Centralnego Komunistycznej Partii Chin.
Wstąpił do partii komunistycznej w 1925, w wieku 17 lat. W latach 1934–1935 uczestniczył w strategicznym przemieszczeniu armii komunistycznej (Długim Marszu). W czasie II wojny światowej dowodził partyzanckim oddziałem w Shanxi, znanym z brawurowych działań (nazywany był szwadronem śmierci na rzecz wyzwolenia Chin), który odegrał znaczącą rolę nie tylko w walkach z Japończykami, ale także później z Kuomintangiem. Bo Yibo przyczynił się m.in. do przejęcia oddziałów dowódcy Kuomintangu Yan Xishana przez armię komunistyczną (około 200 tysięcy żołnierzy). Współpracował w tym okresie z Liu Shaoqi, późniejszym przewodniczącym ChRL (prześladowanym w czasie rewolucji kulturalnej).
Od 1945 zasiadał w Komitecie Centralnym Komunistycznej Partii Chin (KPCh), pod koniec wojny domowej (1949) kierował Komitetem Centralnym Komunistycznej Partii Chin Północnych. Po utworzeniu Chińskiej Republiki Ludowej objął stanowisko ministra finansów (1949-1953), później był wiceprzewodniczącym (1952-1956) i przewodniczącym (1956-1959) Państwowej Komisji Planowania. Pełnił także od 1957 funkcję wicepremiera w rządzie Zhou Enlaia. Przeciwstawiał się polityce gospodarczej wielkiego skoku Mao Zedonga, był natomiast zwolennikiem wymiany handlowej z państwami zachodnimi. W 1956 został wybrany ponownie do Komitetu Centralnego KPCh, a także znalazł się w Biurze Politycznym jako zastępca członka.
Kariera polityczna Bo Yibo załamała się w okresie rewolucji kulturalnej. Spędził w więzieniu 15 lat, prześladowaniom poddano także jego rodzinę (żona została zamordowana w więzieniu, aresztowano również troje nastoletnich dzieci). Uwolniony w 1976 (oficjalnie zrehabilitowany dwa lata później), wsparł odsunięcie od władzy współpracowników Mao (Banda czworga) i powrócił wkrótce na stanowisko wicepremiera (1979). Był jednym z najbliższych współpracowników Deng Xiaopinga, zaliczanym do grupy wpływowych weteranów partii komunistycznej określanych mianem "Ośmiu Nieśmiertelnych" (obok Deng Xiaopinga i Bo Yibo byli to Chen Yun, Peng Zhen, Yang Shangkun, Li Xiannian, Wang Zhen, Song Renqiong). Bo Yibo, wybrany w 1977 ponownie do Komitetu Centralnego KPCh, wspierał otwarcie ekonomiczne Chin na świat, przy jednoczesnym utrzymywaniu reżimu w polityce wewnętrznej. W 1982 podobnie jak inni weterani oficjalnie zakończył pracę we władzach państwowych, przechodząc na honorowe stanowisko zastępcy przewodniczącego Centralnej Komisji Doradczej KPCh. Pozostał jednak wpływowym politykiem, mając udział w odsunięciu sekretarza generalnego partii Hu Yaobanga w 1987, a także w decyzji o wysłaniu wojsk przeciw demonstrantom na Placu Tian’anmen w 1989. Pozostał obecny w życiu publicznym do późnej starości, jeszcze w wieku ponad 90 lat biorąc udział w kongresach KPCh. Wyróżniony m.in. tytułem honorowego przewodniczącego Chińskiej Rady Promocji Handlu Zagranicznego, pod koniec życia był ostatnim żyjącym z Ośmiu Nieśmiertelnych.
Z sześciorga dzieci Bo Yibo najbardziej znany jest jeden z synów, Bo Xilai, były gubernator prowincji Liaoning, w latach 2004-2007 minister handlu.
Bo Yibo ogłosił swoje wspomnienia Recollections of Certain Major Decisions and Events, w których znalazła się m.in. znana anegdota o dyskusjach gospodarczych z Mao Zedongiem prowadzonych w basenie (w latach 50.). Na pytanie Mao o wzrost produkcji stali Bo nie odpowiedział, miał natomiast jedynie odrzec "jeszcze połowę" mając na myśli przepłynięcie dodatkowej połowy basenu. W efekcie nieporozumienia przewodniczący Mao, uznając to za odpowiedź na swoje pytanie, ogłosił na posiedzeniu Komitetu Centralnego KPCh, że produkcja stali w Chinach wzrośnie w 1958 dwukrotnie.